# Деніел Крістофер Бербенк
Деніел Крістофер Бербенк (англ. Daniel C. Burbank; 27 липня 1961, Манчестер) — американський астронавт, капітан Берегової охорони Сполучених Штатів, другий астронавт з Берегової охорони після Брюса Мельника.

## Біографія
Народився в Манчестері штат Коннектикут, виріс в Толланд, іншому місті цього ж штату, там же здобув середню освіту. Має вчені ступені бакалавра по електротехніці (Військова академія берегової охорони США, 1985 рік) та магістра авіаційних наук (Авіаційний університет Ембрі-Ріддл, 1990).
Радіоаматор, його позивний KC5ZSX.
Деніел Бербенк служив в береговій охороні з травня 1985 по квітень 2009 року, коли він пішов у відставку.

## Космічні польоти
Здійснив 3 космічні польоти.
- 2000 року в складі екіпажу «Атлантіс» STS-106.
- 2006 року в складі екіпажу «Атлантіс» STS-115.
- 2011 року на кораблі Союз ТМА-22 до Міжнародної космічної станції, де працював у складі експедицій МКС-29 та МКС-30 з вересня 2011 до квітня 2012.